# Эргодическая мера
Эргодическая мера — в теории динамических систем инвариантная мера {\displaystyle \mu }, не представимая в виде комбинации нескольких различных инвариантных мер, то есть, если некоторое инвариантное множество {\displaystyle A} имеет положительную меру {\displaystyle \mu (A)>0}, то мера его дополнения равна нулю {\displaystyle \mu (P\setminus A)=0}.

## Примеры
- Рассмотрим динамическую систему: {\displaystyle {\dot {x}}=x-x^{3}}. У неё есть три неподвижные точки:

{\displaystyle x_{1}=0,x_{2}=1,x_{3}=-1} и три соответствующие им эргодических меры {\displaystyle p_{1}(x)=\delta (x),p_{2}(x)=\delta (x-1),p_{3}(x)=\delta (x+1)}.
- Рассмотрим динамическую систему, проходящую периодическую траекторию — цикл {\displaystyle x_{1},x_{2},...,x_{n}}.

Эргодическая мера имеет вид: {\displaystyle p(x)={\frac {1}{n}}\sum _{i=1}^{n}\delta (x-x_{i})}.